# 天主教奧里亞教區
天主教奧里亞教區（拉丁語：Dioecesis Uritana）是天主教會在義大利的一個教區。屬塔蘭托總教區。
雖然傳統上被認為由聖伯多祿在44年開教，但更可靠的成立年份在七世紀末、布林迪西被倫巴第人攻陷的時期。785年教宗哈德良一世曾提及當地的主教。11至12世紀末，教座遷回布林迪西，直到1591年5月7日教區再次分出。
教區範圍包括塔蘭托省東部及布林迪西省南部，2010年有教友178,700人，佔轄區總人口98.4%。教區下轄四十二個堂區，有121名司鐸。現任教區主教為味噌爵·皮薩內洛。